# Альбоин (епископ Пуатье)
Альбоин (Альбуин; лат. Alboinus или Albuinus, фр. Alboin или Albuin; умер в 963 или 964) — епископ Пуатье с 936 или 937 года.

## Биография
Наибольшее количество сведений об Альбоине содержится в современных ему документах, находившихся в картуляриях располагавшихся в Пуатье монастырей Святого Илария и Святого Киприана, а также аббатства монастыря Святого Юниана в Нуайе-Мопертюи. Сохранилось изображение личной печати Альбоина, которой он скреплял эти хартии: этот сделанный из меди артефакт был найден в 1863 году.
Происхождение Альбоина достоверно не известно. Скорее всего, он был родственником одного из знатных семейств Пуату. Такой вывод делается на основании сведений о том, что семья его ставшего каноником племянника многие годы делала богатые пожертвования епархии Пуатье. Сам же племянник в 973 году, уже после смерти Альбоина, завещал епархии всё своё состояние, включавшее не только ценности, но и несколько земельных наделов.
Вероятно, Альбоин принял духовный сан ещё в юности. Предполагается, что он тождественен казначею (лат. aediduus) монашеской общины монастыря Святого Илария в Пуатье, который в 924 году был упомянут в одной из хартий. Не позднее 936 года Альбоин стал аббатом монастыря Святого Киприана.
Альбоин был избран епископом Пуатье между январём 936 и октябрём 937 года, став на кафедре преемником Фротария II, последнее упоминание о котором в современных ему документах относится к 934 году. Скорее всего, Фротарий II умер в 936 году. Его похоронами занимался Альбоин, которого умерший епископ незадолго до смерти сам рекомендовал в свои преемники. Вскоре после этого Альбоин был избран новым главой епархии Пуатье. Став епископом, он отказался от сана аббата монастыря Святого Киприана, где его преемником был избран Аймон.
Первые свидетельства об Альбоине как епископе связаны с освящением им церкви, строительство которой было начато ещё при Фротарии II: 12 ноября 937 года он издал хартию об устройстве в строившемся храме Воскрешения Господня в аббатстве Святого Киприана общины клириков и наделении её всем необходимым для священнослужения, а в апреле 938 года освятил эту церковь. Известны ещё несколько дарственных актов главы епархии Пуатье монастырю Святого Киприана, покровительство которому Альбоин оказывал до самой своей смерти. В отличие от многих других монастырей того времени светские лица никогда не были настоятелями аббатства Святого Киприана. Утверждение такой привилегии связывают с епископом Альбоином. В 943—952 годах епископ Пуатье также был аббатом монастыря Святого Юниана в Нуайе-Мопертюи, и этой обители оказав многие благодеяния. Не соответствуют действительности сведения, называвшие Альбоина ещё и аббатом монастыря Святого Спасителя в Шарру.
При Альбоине в Пуатье, по крайней мере, дважды проходили поместные синоды: в 937 году и в мае 947 года. На этих собраниях обсуждались не только укрепление дисциплины среди священников и вопросы литургики, но и проводились судебные заседания с целью как защитить церковное имущество от посягательства светских лиц, так и разрешить конфликты между различными монашескими общинами епархии Пуатье.
Альбоин уделял большое внимание приходским церквям в сельской местности, что значительно усилило вовлечённость крестьян в религиозную жизнь епархии Пуатье.
Не установлено, в каких отношениях Альбоин был со светскими властителями Пуатье. Не сохранилось ни одной хартии, в которой бы епископ совместно с графом Пуатье Гильомом III и герцогом Аквитании Раймундом II участвовал в каких-либо действиях. В то же время в отношении глав других епархий такие документы известны.
Последняя хартия с упоминанием Альбоина датирована 1 марта 963 или 964 года. Вероятно, он умер вскоре после создания этого документа. Его преемником в епархии Пуатье был Пётр I, первое свидетельство о котором как епископе относится к 966 или 967 году.